# Феба (супутник)
Феба (лат. Phoebe, грец. Φοίβη) — двадцять сьомий за віддаленістю від планети і восьмий за розміром природний супутник Сатурна. Відкритий 17 березня 1899 року В. Г. Пікерінгом за фотопластинами, отриманими 16 серпня 1898 року в Арекіпі (Перу). Названий на честь титаниди Феби із грецької міфології.

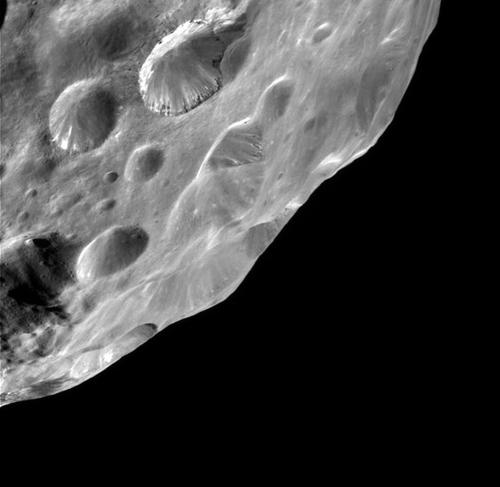
Феба, сфотографована КА «Кассіні» 13 червня 2004 року.

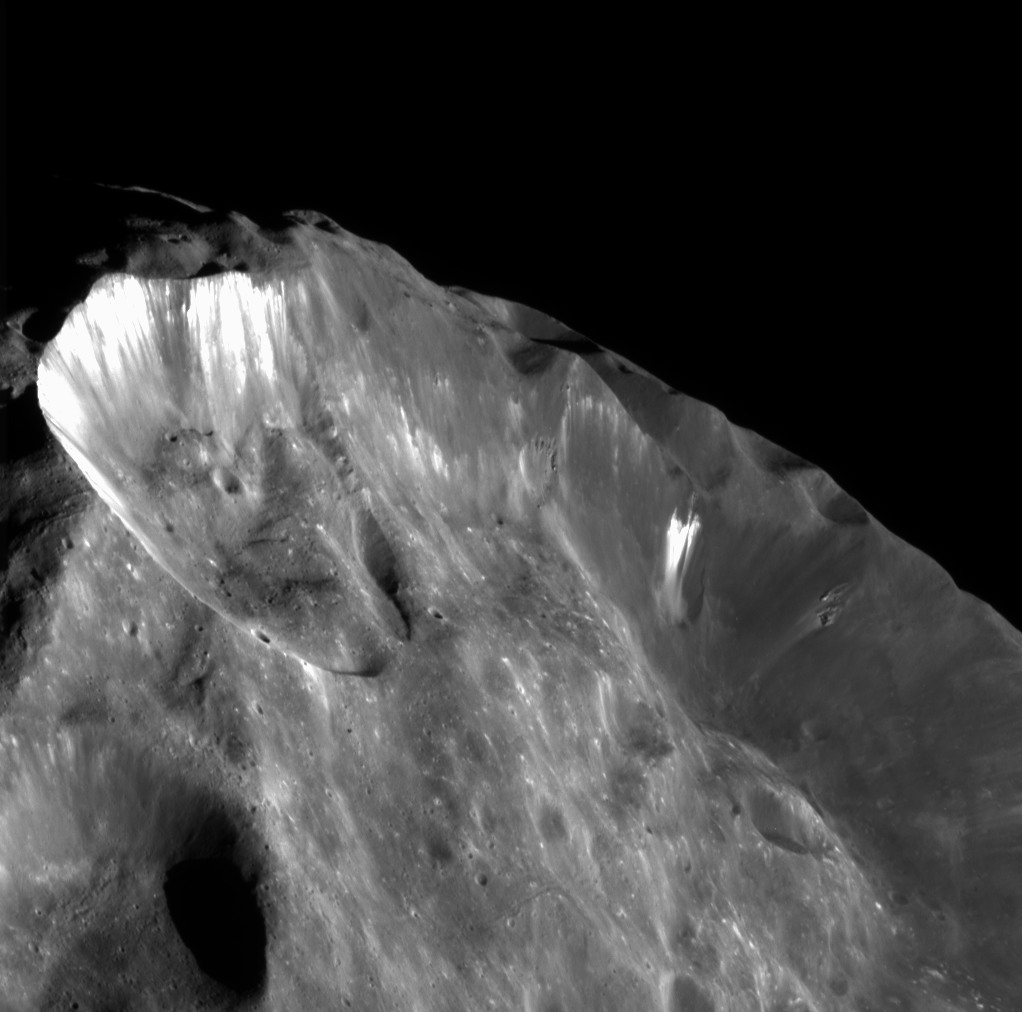
Кратер Ясон (найбільший кратер на супутнику). Фотографія КА «Кассіні».

Розміри супутника 230×220×210 кілометрів (найбільший серед нерегулярних супутників Сатурна). Феба входить до скандинавської групи нерегулярних супутників Сатурна (підгрупа Феби).
Імовірно, Феба утворилася в поясі Койпера і була захоплена тяжінням Сатурна, що дозволяє пояснити зворотний напрямок руху супутника, оскільки кут між площиною орбіти супутника і площиною екватора Сатурна становить 151,78°, що є більшим за 90°.
У червні 2004 року на відстані 2068 кілометрів від супутника пролетів космічний апарат «Кассіні». Як зазначив один із керівників місії «Кассіні» доктор Альфред Макевен, «пейзажі Феби сильно відрізняються від знімків астероїдів. Вони швидше нагадують Тритон та інші об'єкти, які сформувалися понад 4 мільярди років тому в зовнішніх межах Сонячної системи».
У 2005 році МАС затвердив назви для 24 кратерів супутника. Назви були обрані з грецького міфу про аргонавтів: Акаст, Адмет, Амфіон, Бут, Гілас, Евфем, Еврідамас, Евріт, Еврітіон, Ергін, Зет, Ідмон, Іфіт, Калаїд, Канф, Клітій, Мопс, Навплій, Оїлей, Пелей, Талай, Теламон, Фліас і Ясон.
Феба є дуже темним тілом, але внутрішність деяких кратерів складена з світлішого матеріалу, імовірно льоду.